# Beinn Cheathaich
Beinn Cheathaich är ett berg i Storbritannien.   Det ligger i kommunen Stirling och riksdelen Skottland, i den nordvästra delen av landet, 600 km nordväst om huvudstaden London. Toppen på Beinn Cheathaich är 937 meter över havet, eller 78 meter över den omgivande terrängen. Bredden vid basen är 1,0 km.
Terrängen runt Beinn Cheathaich är huvudsakligen kuperad.Runt Beinn Cheathaich är det mycket glesbefolkat, med 4 invånare per kvadratkilometer. Närmaste större samhälle är Killin, 12,9 km öster om Beinn Cheathaich. Omgivningarna runt Beinn Cheathaich är i huvudsak ett öppet busklandskap.